# Барбареско
Барбареско (итал. Barbaresco) је насеље у Италији у округу Кунео, региону Пијемонт.
Према процени из 2011. у насељу је живело 290 становника. Насеље се налази на надморској висини од 250 м.

## Становништво
| 1931. | 1936. | 1951. | 1961. | 1971. | 1981. | 1991. | 2001. | 2011. |
| ----- | ----- | ----- | ----- | ----- | ----- | ----- | ----- | ----- |
| 921   | 925   | 782   | 617   | 612   | 637   | 657   | 641   | 677   |